# Quiéry-la-Motte
Quiéry-la-Motte település Franciaországban, Pas-de-Calais megyében. Lakosainak száma 711 fő (2022. január 1.). Quiéry-la-Motte Hénin-Beaumont, Vitry-en-Artois, Cuincy, Esquerchin, Brebières és Izel-lès-Équerchin községekkel határos.

## Népesség
A település népességének változása:
| Lakosok száma | 737  | 732  | 748  | 737  | 733  | 731  | 729  | 720  | 711  |
|               | 2013 | 2015 | 2016 | 2017 | 2018 | 2019 | 2020 | 2021 | 2022 |